# Так казав Заратустра
«Так казав Заратустра. Книжка для всіх і ні для кого» (нім. Also sprach Zarathustra: Ein Buch für Alle und Keinen) — філософський тритомний роман-трактат Фрідріха Ніцше, написаний у 1883—1885 роках, зміст якого обертається навколо ідей вічного повторення, «смерті Бога» та пророцтва про надлюдину. Головний персонаж — переосмислений Ніцше пророк зороастризму Заратустра, що повертається з проповіддю до людства після тривалого усамітнення в горах.

## Зміст
Чоловік на ім'я Заратустра у віці 30 років іде жити безтурботним аскетом в гори. Коли минає 10 років, він відчуває, що наповнився мудрістю і звертається до Сонця зі своїми думками: він відчуває потребу поділитися з людьми знанням, як Сонце ділиться своїм промінням з усім світом. Навіть загроза загинути при цьому, подібно до того як Сонце сідає за обрій, не лякає Заратустру і він сходить донизу. Дорогою мудрець зустрічає старого відлюдника, що живе зі звірами. Той запевняє, що до людей не слід іти, а коли й ділитися з ними знанням, то тільки якщо вони самі попросять, натомість варто жити серед природи та славити в ній Бога. Заратустра не слухає його і вирушає до міста.
У місті народ зібрався подивитися на виступ канатоходця. Там Заратустра проповідує про надлюдину — істоту, якою повинна стати людина. Мудрець пояснює — все живе розвивається і породжує досконаліше за самого себе, тільки людина може повертатися до тваринного стану. Мудрець порівнює людину з канатом, натягнутим між твариною і надлюдиною. Щоб стати надлюдиною, їй слід остерігатися віри в невидимі сили. Тому Заратустра каже, що «Бог помер» — не може бути впевненості, що за межами чуттєвого сприйняття, даного від природи, є сила, на яку можна покластися в своєму розвитку. Проте народ сміється з нього і мудрець сумує, що його не зрозуміли. Заратустра стає свідком того як канатоходець зривається вниз і гине. Він несе труп канатоходця за місто аби поховати і засинає в лісі. Наранок він розуміє, що повинен знайти послідовників, а не проповідувати самому.
Заратустра розповідає зустрічним людям притчі, в яких викриває панівні лицемірну мораль і безпідставні вірування. Він вчить про подолання самого себе, не бажаючи марної вигоди. Про фальшивість служіння державі, культу, прагнень слави та приниження самих себе у виявленні добра до ворогів. Заратустра зустрічає юнака, котрий поділяє його погляди, той відчуває, що прагнучи стати кращим, він укріплює і свої низькі сторони — зло сильнішає разом із добром. Проповідник розповідає, що слід безупинно пересилювати себе, але не всяке зусилля веде до цього. Людина натовпу не стане надлюдиною, позаяк надлюдина постійно пізнає і творить, а не просто працює, бореться з собою та іншими людьми духовно й фізично. Заратустра вчить не боятися руйнування, адже за ним приходить нове становлення, не цуратися егоїзму, оскільки він утверджує людину, тоді як альтруїзм виснажує. Надлюдиною може стати лиш той, хто зневажає і знищує слабких — слабкі не здатні оновлювати світ. В той же час він радить не боротись нерозважливо, зростати в протистоянні з достойними противниками.
Після цього Заратустра покидає людей і знову усамітнюється. За кілька років він повертається, проповідуючи про безглуздя релігії, лицемірство публічних мудреців, які говорять лиш те, що люди хочуть чути. Заратустра висміює поетів і митців, котрі тільки наслідують те, що вже існує в світі без їхньої участі.
Із Заратустрою лишається все менше слухачів. Їм він відкриває мудрість про ілюзорність добра і зла — існують лише природні потяги людини, такі як прагнення до влади, насолод, егоїзм, придушення котрих позбавляє розвитку. На його думку, чоловікам від природи притаманна боротьба, а жінкам — забезпечувати відпочинок. Чоловік глибший у своїх помислах, які порівнює з безоднею моря, тоді як думки жінки — лише «піна» на воді. Заратустра зауважує, що не може бути єдиного вчення як стати надлюдиною, у кожного свій шлях до перетворення на неї. Мудрець заперечує існування долі, світ сповнений випадковостей і надлюдина повинна бути вільною від штучних ідей, щоб протистояти їм.
Наприкінці Заратустра приходить до висновку — для перетворення на надлюдину треба «стати тим, ким ти є [від природи]». Він повертається до печери та раптовий крик спонукає його знову вийти в світ. Мудрець зустрічає різних незвичайних осіб, яких приводить до своєї оселі. З ними він підсумовує своє вчення, Заратустра розділяє з гостями трапезу й пророкує настання Великого Полудня, коли почнеться становлення надлюдини в світі. Зранку він покидає печеру, сповнений нових сил.

## Історія написання
Книга «Так казав Заратустра» була задумана тоді, коли Ніцше писав «Веселу науку». Він залишив маленьку записку зі словами «6000 футів поза людиною й часом», що є алюзією на концепцію вічного повернення, яка, як відзначав сам Ніцше, є центральною думкою «Заратустри». Ідея прийшла до нього у формі пірамідального блока каміння на березі озера Сільваплана в альпійському районі Енгадін, що лежить на висоті 6000 футів. Ніцше планував написати книгу з трьох частин впродовж кількох років.
Продумуючи план книги, він вирішив написати ще три частини, однак, врешті-решт написав тільки одну, четверту частину, яка вважається своєрідним інтермецо.
В книзі «Ecce Homo» Ніцше написав, що для кожної частини «вистачило десять днів, в жодному випадку, ні для першої, ні для третьої не потребував я більше». Спочатку перші три частини були надруковані окремо, і були об'єднані в один том у 1887. Четверта частина, написана у 1885, залишалася неопублікованою. Нарешті, в 1892, усі частини трактату були зібрані в одному виданні.
В оригінальному німецькому тексті багато випадків гри слів, які важко передати в перекладі.

## Українські переклади
Надруковані українські переклади
- Фрідріх Ніцше. Так мовив Заратустра: Книга для всіх і для нікого. Переклад з німецької: Лесь Гринюк. Коломия: Галицька накладня Якова Оренштайна. 1910 — 516 с.
- Фрідріх Ніцше. Так мовив Заратустра: Книга для всіх і для нікого. Переклад з німецької: Лесь Гринюк.
  - Частина 1 [Архівовано 11 квітня 2021 у Wayback Machine.].  Берлін : Українська Накладня, б.д. 120 с.
  - Частина 2 [Архівовано 11 квітня 2021 у Wayback Machine.]. Ляйпціг : Українська Накладня, б.д. 112 с.
- Фрідріх Ніцше. Так казав Заратустра: Книжка для всіх і ні для кого. Частина перша. Переднє слово Заратустри / Переклад з німецької Анатолій Онишко // Всесвіт. — 1990. — № 9. — С. 134–154
- Фрідріх Ніцше. Так казав Заратустра: Книжка для всіх і ні для кого. Жадання влади. Переклад з німецької Анатолій Онишко та Петро Таращук. Київ: Дніпро, Київ: Основи, 1993. 415 с. ISBN 5-308-01381-0 (e-book [Архівовано 17 березня 2013 у Wayback Machine.])
  - (перевидання) Фрідріх Ніцше. Так казав Заратустра: Книжка для всіх і ні для кого. Жадання влади. Переклад з німецької Анатолій Онишко та Петро Таращук. Київ: «Основи», 2003. 437 с. ISBN 966-500-079-9
- Фрідріх Ніцше. Повне зібрання творів. — Том 4. Так мовив Заратустра. Переклад з німецької Олег Фешовець. Львів: Астролябія, 2010. — 384 с. ISBN 978-966-8657-44-3[2]
- Фрідріх Ніцше. Так мовив Заратустра. Книжка для всіх і ні для кого. Переклад з німецької: Ганна Савченко. Харків: Фоліо. 2019. 256 стор. ISBN 978-966-03-8712-6[3]

Ненадруковані українські переклади
- Фрідріх Ніцше. Так мовив Заратустра. Переклад з німецької: Іван Кошелівець (у рукописі)[4][5].

## Виноски
1. ↑  Gutmann, James. «The „Tremendous Moment“ of Nietzsche's Vision». The Journal of Philosophy, Vol. 51, No. 25. American Philosophical Association Eastern Division: Papers to be presented at the Fifty-First Annual Meeting, Goucher College, December 28-30, 1954. pp. 837—842.
2. ↑  Видавництво Астролябія — Ніцше Ф. Повне зібрання творів.— Том 4
3. ↑  Так мовив Заратустра. Книжка для всіх і ні для кого [Архівовано 18 лютого 2021 у Wayback Machine.]. folio.com.ua. 2019
4. ↑  Олександр Астаф'єв.
 Іван Кошелівець Енциклопедія сучасної України / ред. кол.: І. М. Дзюба [та ін.] ; НАН України, НТШ. — К. : Інститут енциклопедичних досліджень НАН України, 2001–2025. — ISBN 966-02-2074-X.
5. ↑  Олександр Астаф'єв.
 Засуджений до розстрілу. Невідома сторінка із життя Івана Кошелівця //  Часопис "Наш український дім". № 1, 2011. № 64 (13 серпня).  стор. 5-9